# Modra mošeja
Modra mošeja, znana tudi po svojem uradnem imenu mošeja sultana Ahmeda (turško Sultan Ahmet Camii), je zgodovinska cesarska mošeja iz osmanskega obdobja v Carigradu v Turčiji. Delujoča mošeja privablja tudi veliko število turističnih obiskovalcev. Zgrajena je bila med letoma 1609 in 1616 v času vladavine Ahmeda I. Njena külliye – kompleks – vsebuje Ahmedov grob, medreso in bolnišnico. Ročno poslikane modre ploščice krasijo notranje stene mošeje, ponoči pa se mošeja kopa v modri barvi, saj luči uokvirjajo pet glavnih kupol mošeje, šest minaretov in osem sekundarnih kupol. Stoji poleg Hagije Sofije, glavne mošeje v Carigradu do izgradnje Modre mošeje in še enega priljubljenega turističnega kraja. Modra mošeja je bila leta 1985 uvrščena na Unescov seznam svetovne dediščine pod imenom Zgodovinska območja Carigrada.

## Zgodovina
Po Žitvanskem miru in porazni izgubi v vojni s Perzijo 1603–1618 se je sultan Ahmed I. odločil zgraditi veliko mošejo v Carigradu, da bi ponovno uveljavil osmansko moč. To bi bila prva cesarska mošeja po več kot štiridesetih letih. Medtem ko so njegovi predhodniki svoje mošeje plačali z vojnim plenom, je Ahmed I. pridobival sredstva iz državne blagajne, ker ni dosegel izjemnih zmag. Gradnja se je začela leta 1609 in končala leta 1616.
Ker je bila plačana iz javne blagajne in ne iz sultanovega vojnega plena, kot je bilo to običajno, je to povzročilo jezo ulama (varuhi, prenašalci in tolmači verskega znanja v islamu, vključno z islamsko doktrino in pravom), muslimanskih pravnikov. Mošeja je bila zgrajena na mestu palače bizantinskih cesarjev, pred baziliko Hagija Sofija (takrat primarna cesarska mošeja v Carigradu) in hipodromom, mestom pomembnega simbolnega pomena, saj je prevladoval na mestnem obzorju z juga. Veliki deli južne obale mošeje počivajo na temeljih, obokih stare Velike palače.

## Arhitektura
Modra mošeja ima pet glavnih kupol, šest minaretov in osem sekundarnih kupol. Zasnova je vrhunec dveh stoletij razvoja osmanske mošeje. Vključuje številne bizantinske elemente sosednje Hagije Sofije s tradicionalno osmansko arhitekturo in velja za zadnjo veliko mošejo klasičnega obdobja. Arhitekt, Sedefkâr Mehmed Ağa, je sintetiziral ideje svojega gospodarja Sinana in si prizadeval za izjemno velikost, veličastnost in sijaj. Zgornji del je okrašen s približno 20.000 ročno poslikanih glaziranih ploščic v 60 različnih vzorcih tulipanov. Spodnja nadstropja osvetljuje 200 vitražnih oken. Pred mošejo je dvorišče z velikim vodnjakom in posebnim prostorom za umivanje. Železna veriga visi pri vhodu dvorišča na zahodni strani. Samo sultan je smel jahati v mošejo na konju in moral bi spustiti glavo, da ne bi udaril v verigo, kar je simbolična gesta, ki zagotavlja ponižnost vladarja pred Alahom.
S svojimi deli je pustil odločen pečat v Carigradu. Trg, na katerem stoji Modra mošeja, je postal znan kot Sultanahmet. To mošejo lahko štejemo za vrhunec kariere. Mehmed Agha, ki je bil zadnji učenec Mimarja Sinana, in je dokončal svoje poslanstvo tako, da je svojemu glavnemu učitelju dodal svoj svetlejši, barvit arhitekturni slog.

### Notranjost
Na spodnjih nivojih in na vsakem slopu je notranjost mošeje obložena z več kot 20.000 ročno izdelanimi keramičnimi ploščicami iz İznika (stara Nikeja) v več kot petdesetih različnih modelih tulipanov. Ploščice na nižjih nivojih so tradicionalno oblikovane, na galerijskem nivoju pa njihova zasnova postane razkošna s predstavitvami cvetja, sadja in cipres. Ploščice so bile izdelane pod nadzorom izniških mojstrov. Cena, ki jo je treba plačati za vsako ploščico, je bila določena s sultanovim odlokom, medtem ko so se cene ploščic na splošno sčasoma povečevale. Posledično se je kakovost uporabljenih ploščic v stavbi postopoma zmanjševala.
V zgornjih nivojih notranjosti prevladuje modra barva. Več kot 200 vitražnih oken z zapleteno obliko dopušča naravno svetlobo, danes s pomočjo lestencev. Na lestencih so najdena nojeva jajca, ki naj bi z odganjanjem pajkov onemogočila pajčevine v mošeji. Okraski vključujejo verze iz Korana, veliko jih je izdelal Seyyid Kasim Gubari, ki velja za največjega kaligrafa svojega časa. Tla so prekrita s preprogami, ki so jih darovali verniki in jih ob obrabi redno menjajo. Veliko oken daje vtis prostornosti. Krila v nivoju tal so okrašena z opus sectile. Vsaka eksedra ima pet oken, od katerih so nekatera slepa. Vsaka polkupola ima 14 oken, osrednja kupola pa 28 (od tega so štiri slepa). Barvna stekla za okna je bila darilo beneške signorije sultanu.
Najpomembnejši element v notranjosti mošeje je mihrab, ki je izdelan iz fino izrezljanega in izklesanega marmorja, z nišo s kapniki in dvojno napisno ploščo nad njo. Obdan je s številnimi okni. Sosednje stene so obložene s keramičnimi ploščicami. Desno od mihraba je bogato okrašen minbar ali prižnica, kjer stoji imam, ko ima pridigo v času opoldanske molitve ob petkih ali na svete dni. Mošeja je zasnovana tako, da lahko tudi takrat, ko je največja gneča, vsak v mošeji vidi in sliši imama.
Kraljevi kiosk je na jugovzhodnem vogalu. Obsega ploščad, ložo in dve manjši sobi. Omogoča dostop do kraljeve lože v jugovzhodni zgornji galeriji mošeje. Te sobe so postale sedež velikega vezirja med zatiranjem uporniškega janičarskega korpusa leta 1826. Kraljevo ložo (hünkâr mahfil) podpira deset marmornih stebrov. Ima svoj mihrab, ki je bil nekoč okrašen z vrtnico iz žada in pozlato ter s stotimi Korani na intarziranih in pozlačenih bralnih pultih.
Številne svetilke v mošeji so bile nekoč prekrite z zlatom in dragulji.  Med steklenimi skledami je bilo mogoče najti nojeva jajca in kristalne kroglice.  Vsi ti okraski so bili odstranjeni ali oropani za muzeje.
Velike plošče na stenah so napisane z imeni kalifov in verzi iz Korana. Prvotno jih je izdelal veliki kaligraf iz 17. stoletja Seyyid Kasim Gubari iz Diyarbakırja, vendar so bili večkrat obnovljeni.
Prvič je bilo napovedano, da se bo mošeja lotila serije prenov že leta 2016. Po vsem Carigradu so bila zaključena številna obnovitvena dela, obnova Modre mošeje pa naj bi bila končni projekt. Obnova naj bi potekala tri leta in pol in bo končana do leta 2020.

### Zunanjost
Fasada prostornega preddverja je bila zgrajena na enak način kot fasada mošeje Sulejmanije, le da so na vogalnih kupolah dodani stolpiči. Dvorišče je veliko približno toliko kot sama mošeja in ga obdaja neprekinjena obokana arkada (revak). Na obeh straneh ima umivalnike. Osrednji šesterokotni vodnjak je glede na dvorišče majhen. Monumentalna, a ozka vrata na dvorišče arhitekturno izstopajo iz arkade. Njegova pol-kupola ima fino strukturo muqarnas, ki jo krona majhna rebrasta kupola na visokem tamburju. Njena zgodovinska osnovna šola (Sıbyan Mektebi) se uporablja kot informacijski center mošeje, ki meji na njeno zunanjo steno na strani Hagije Sofije. Tukaj obiskovalcem nudijo brezplačno orientacijsko predstavitev o Modri mošeji in islamu nasploh.
V zgornjem delu dvoriščnega vhoda na zahodni strani visi težka železna veriga. Samo sultan je smel vstopiti na dvorišče mošeje na konju. Tam so postavili verigo, tako da je moral sultan ob vsakem vstopu na dvor spustiti glavo, da bi se izognil udarcu. To je bila simbolna gesta, da se zagotovi ponižnost vladarja pred božanskim.

### Minareti
Modra mošeja je ena od petih mošej v Turčiji, ki ima šest minaretov (sodobna mošeja Sabancı v Adani, mošeja Muğdat v Mersinu, mošeja Çamlıca v Üsküdarju in Zelena mošeja v Arnavutköyu). Po ljudskem izročilu je arhitekt napačno slišal Sultanovo prošnjo za altın minareler (zlate minarete) kot altı minare (šest minaretov), ki je bila takrat edinstvena značilnost mošeje v Meki. Ko so ga kritizirali zaradi njegove predrznosti, je sultan nato ukazal zgraditi sedmi minaret pri mošeji v Meki.
Na vogalih Modre mošeje stojijo štirje minareti. Vsak od teh žlebastih minaretov v obliki svinčnika ima tri balkone (imenovane şerefe) s kapniškimi konzolami, medtem ko imata druga dva na koncu dvorišča le dva balkona. V preteklosti se je moral mujezin ali molivec petkrat na dan povzpeti po ozkem spiralnem stopnišču, da je oznanil klic k molitvi.

## Obisk papeža Benedikta XVI.
Papež Benedikt XVI. je 30. novembra 2006 med obiskom v Turčiji obiskal Modro mošejo. To je bil šele drugi papežev obisk v zgodovini muslimanskega bogoslužja. Ko si je papež sezul čevlje, se je ustavil za polni dve minuti, z zaprtimi očmi v tihi meditaciji  stal ob boku z Mustafo Çağrıcıjem, muftijem Carigrada, in Emrullahom Hatipoğlujem, imamom Modre mošeje.
Papež se je »zahvalil božji previdnosti za to« in rekel: »Naj se vsi verniki poistovetijo z enim Bogom in pričajo o pravem bratstvu«. Papež je opozoril, da bo Turčija »most prijateljstva in sodelovanja med vzhodom in zahodom«, turškim ljudem pa se je zahvalil »za prisrčnost in naklonjenost«, ki so mu jo izkazovali v času njegovega bivanja, in dejal, da se je počutil ljubljenega in razumljenega.

## Galerija
- Sultan Ahmed I. (1703 n. št.) je naročil Sedefkarju Mehmedu Agi gradnjo Modre mošeje..
- Tloris in pogled iz perspektive
- Notranjost
- Notranjost
- Dvorišče mošeje, ob mraku
- Pogled na notranjost, pogled na glavno kupolo.
- Vitražna okna v molitveni dvorani